# TVP Seriale
TVP Seriale ist ein Spartenprogramm des polnischen Fernsehens Telewizja Polska (TVP). Der Sender strahlt hauptsächlich Fernsehserien aus, darunter viele Serien aus den Hauptprogrammen von TVP, wie z. B. M jak miłość (M wie Liebe, bekannt auch von TVP Polonia) oder Ojciec Mateusz (Vater Matthäus). Dazu kommen viele internationale Serien wie z. B. Siostra Jackie (Nurse Jackie), die in Erstausstrahlung gezeigt werden, aber auch Spielfilme, hauptsächlich am Wochenende zur Hauptsendezeit. Der Claim des Senders lautet: „TVP Seriale – relaks, który uzależnia“ (TVP Seriale – Entspannung, die süchtig macht).
Die technische Reichweite im Kabel und über Satellit liegt bei 34,2 % der Bevölkerung (4,8 Mio. Haushalte). Obwohl der Sender ein Angebot des öffentlich-rechtlichen Rundfunks ist, soll er nach Aussage von Iwona Bocian-Zaciewska, Rechtsanwältin bei TVP, als werbefinanziertes Programm für den Betreiber profitabel sein, also Gewinn abwerfen.

## Profil
Nach Ansicht von Paweł Paluch, TVP-Vorstandsmitglied, hätten „alle Studien“ gezeigt, dass es einen Markt für einen Sender gebe, der das bringt, was den polnischen Fernsehmarkt auszeichne, das seien „die besten Serien“. Demnach seien die Hauptzielgruppe Frauen im Alter von 35 bis 49 Jahren, man wolle aber mit einzelnen Sendungen auch Männer und Kinder (z. B. mit der Kinderserie Magiczne drzewo, Der magische Baum) ansprechen. Serien wie z. B. Siedem życzeń (Sieben Wünsche) sollen Familien generationenübergreifend vor den Bildschirm locken.

## Verbreitung
Das Programm für Serien ist zurzeit über Satellit auf den Plattformen Cyfrowy Polsat und nc+ vertreten, sowie in den meisten polnischen Kabelnetzen. Über DVB-T ist das Programm nur im kostenpflichtigen Multiplex von Cyfrowy Polsat („TV Mobilna“ mit 576i-Auflösung) vertreten. Auch bei IP-TV-Plattformen (z. B. bei Orange) ist das Programm vertreten.